# Sotiris Alexandropoulos
Sotiris Alexandropoulos (en griego: Σωτήρης-Πολύκαρπος Αλεξανδρόπουλος; Atenas, 26 de noviembre de 2001) es un futbolista griego que juega en la demarcación de centrocampista para el Fortuna Düsseldorf de la 2. Bundesliga.

## Selección nacional
Tras jugar con la selección de fútbol sub-16 de Grecia, la sub-17, la sub-19 y la sub-21, finalmente hizo su debut con la selección de fútbol de Grecia el 28 de marzo de 2021 en un encuentro amistoso contra Honduras, partido que finalizó con un resultado de 2-1 a favor del combinado griego tras un doblete de Vangelis Pavlidis para Grecia, y de Diego Rodríguez para Honduras.

## Clubes
| Club                        | País     | Año       | Partidos | Goles |
| --------------------------- | -------- | --------- | -------- | ----- |
| Panathinaikos F. C.         | Grecia   | 2019-2022 | 77       | 2     |
| Sporting C. P.              | Portugal | 2022-2023 | 14       | 0     |
| Olympiacos F. C. (cedido)   | Grecia   | 2023-2024 | 31       | 3     |
| Standard de Lieja (cedido)  | Bélgica  | 2024-2025 | 37       | 0     |
| Fortuna Düsseldorf (cedido) | Alemania | 2025-     |          |       |

## Palmarés

### Títulos nacionales
| Título         | Club                | País   | Año  |
| -------------- | ------------------- | ------ | ---- |
| Copa de Grecia | Panathinaikos F. C. | Grecia | 2022 |

### Títulos internacionales
| Título                             | Club             | Sede   | Año  |
| ---------------------------------- | ---------------- | ------ | ---- |
| Liga Europa Conferencia de la UEFA | Olympiacos F. C. | Atenas | 2024 |